# Piet Zoetmulder
Piet Zoetmulder (Petrus Josephus Zoetmulder), né le 29 janvier 1906 à Utrecht (Pays-Bas) et décédé le 8 juillet 1995 à Yogyakarta (Indonésie), est  un prêtre jésuite néerlandais et missionnaire en Indonésie. Devenu spécialiste  du vieux-javanais, il obtint la nationalité indonésienne en 1951.

## Biographie

### Jeunesse et formation
Né à Utrecht aux Pays-Bas, il grandit dans une famille de tradition catholique. Deux oncles étaient prêtres et une tante était religieuse missionnaire au Suriname. Il entre au noviciat jésuite de Mariëndaal (à Velp) le 7 septembre 1924. Sous l’influence de son maître des novices, Piet Jan Willekens, il obtient d’être envoyé à Java (Indes néerlandaises), alors qu’il n’a encore que 19 ans.

### Premier séjour à Java
Poursuivant sa formation philosophique au séminaire de Yogyakarta il y retrouve bientôt le père Willekens, venu en Indes néerlandaises comme visiteur apostolique de la mission jésuite de Java (1928). Celui-ci l’encourage à étudier le vieux javanais. Son instructeur est le professeur C.C. Berg, à Surakarta.
Ayant brillamment achevé ces premières années d’études de la langue javanaise il est envoyé se spécialiser à l’université de Leyde, aux Pays-Bas. Il commence à publier quelques travaux dans les années 1930. En 1935 il obtient son doctorat avec une thèse sur ‘Panthéisme et monisme dans la littérature  javanaise’. Trois ans plus tard, ayant terminé les études de théologie préparatoires au sacerdoce il est ordonné prêtre à Maastricht le 15 août 1938.

### Retour à Java
La Seconde Guerre mondiale ayant éclaté il a quelque difficulté à retourner à Java. Passant par la France et l’Angleterre, il obtient un passage sur un bateau qui le conduit à Hong Kong. De là, il passe à Java, qui est pour lui comme la Terre promise : « Dieu a voulu que je sois heureux sur la terre javanaise ! ». Il n’empêche que lorsque les forces japonaises envahissent le pays (en 1942), il est interné dans un camp de prisonniers car « appartenant à une nation ennemie » (les Pays-Bas).

### Activités académiques
L’inactivité forcée du camp lui donne du temps pour approfondir sa connaissance du ‘vieux javanais’. Il y prépare ce qui sera son étude linguistique magistrale (De taal van het Adiparwa) qui sera publiée en 1954. Une version indonésienne (Bahasa Parwa) existe depuis 1950.

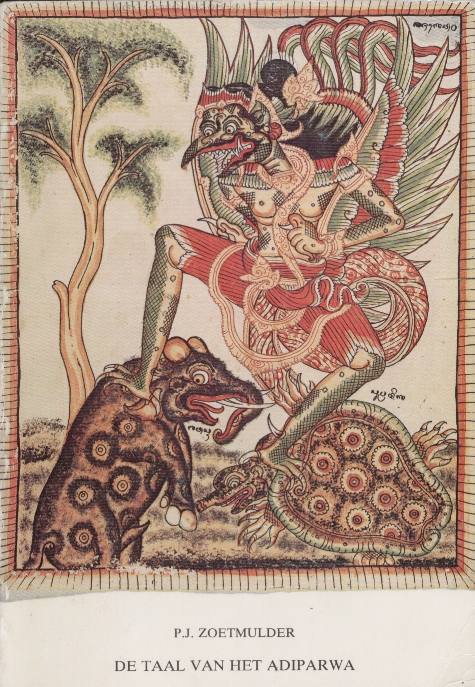
Couverture du livre De taal van het Adiparwa

### Spécialiste du vieux javanais
En 1945, il commence à enseigner à l’université Gadjah Mada, dont il est fait professeur permanent de littérature, par décret spécial du ministre de l’éducation et de la culture. Il obtient à cette époque la citoyenneté indonésienne (1951).
Pour aider le grand nombre d’étudiants qui n’étaient pas originaires de l’île de Java et suivaient avec difficultés ses cours, il met en chantier un projet d’un grand dictionnaire du ‘vieux javanais’. Ce travail, commencé dès l’année 1950, lui prend un temps considérable, beaucoup plus que les 10 ans qu’il avait au départ estimés. Le Old Javanese – English Dictionnary sort de presse en 1982. Auparavant, il avait publié ‘Kalangwan’, une anthologie (en anglais) d’auteurs et belles lettres en vieux javanais.
Zoetmulder meurt le 8 juillet 1995 à Kemetiran (Yogyakarta) dans le centre de l'île de Java. Il est enterré dans le caveau des jésuites, à Muntilan (en), au nord-ouest de Yogyakarta.

## Écrits principaux
- De Taal van het Adiparwa. Een grammaticale studie van het Oudjavaans, Bandung, A.C.Nix & Co., 1950, 261.
- Kalangwan. A Survey of Old Javanese Literature, The Hague, Martin Nijhoff, 1974, 588 p.
- Old Javanese-English Dictionary (Part I and II); The Hague, Martin Nijhoff, 1982, 2368 p.